# فرانكو سولدانو
فرانكو سولدانو (بالإسبانية: Franco Soldano)‏ (14 سبتمبر 1994 بقرطبة في الأرجنتين - ) هو لاعب كرة قدم أرجنتيني في مركز مهاجم ‏.

## روابط خارجية
- فرانكو سولدانو على موقع قاعدة بيانات كرة القدم.إي يو (الإنجليزية)
- فرانكو سولدانو على موقع Soccerway.com (الإنجليزية)